# نفق رياح

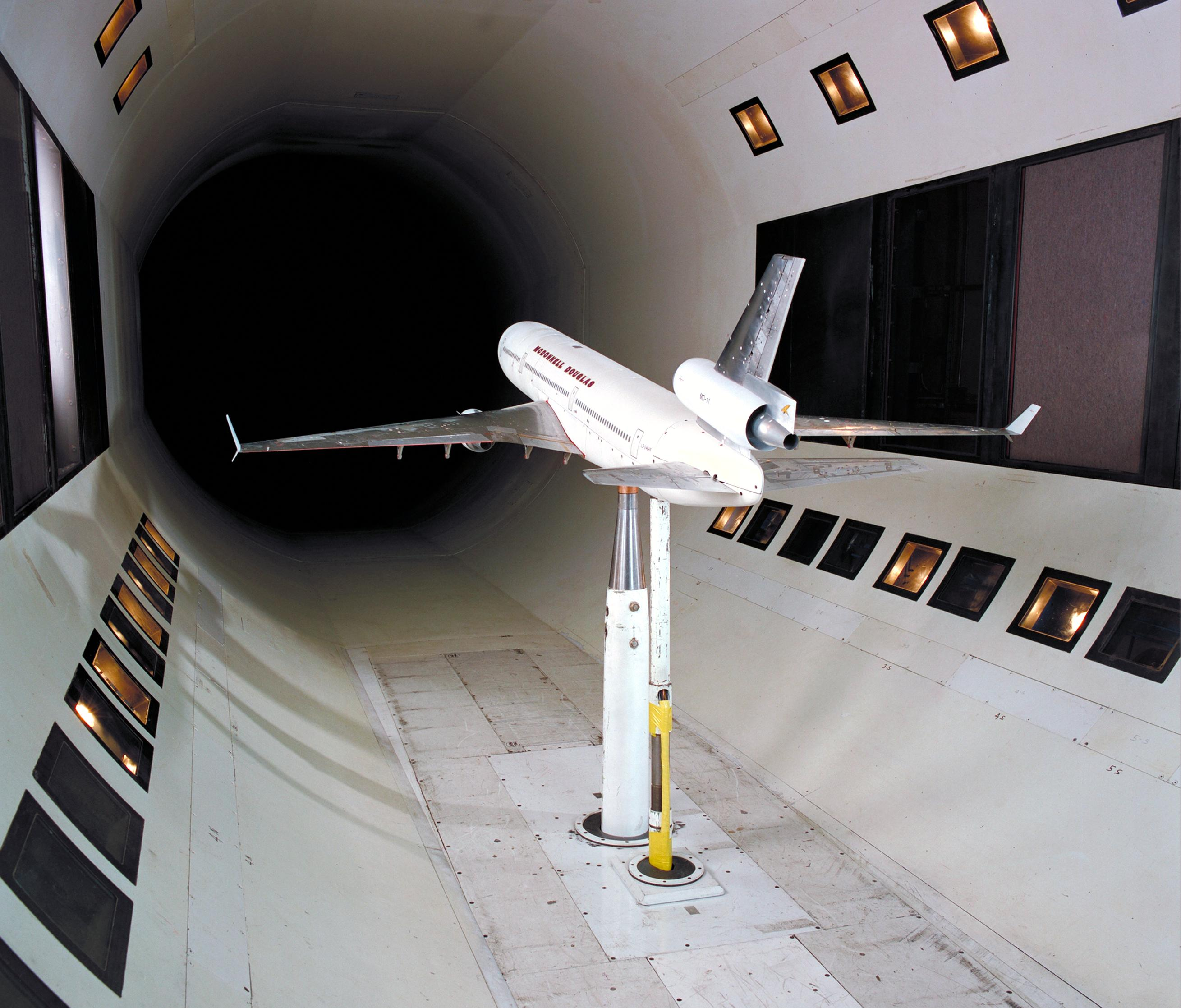
نفق رياح في ناسا بداخله نموذج لطائرة.

نفق الرياح أو نفق هوائي (بالإنجليزية: Wind tunnel)‏ هو وسيلة لإجراء التجارب والأبحاث التي تدرس تأثير حركة الهواء على الأجسام.، وتصرف الاجسام الموضوعة في غرفة الاختبار التي ربما تكون عبارة عن مجسم طائرة والذي يتم تصنيعه مع الاخذ بعين الاعتبار قوانين تشابه النموذج [الإنجليزية] التي تؤكد صلاحية النتائج التي يتم الحصول عليها من التجارب. يمكن أيضا دراسة تصرف الكرات وتوربينات الرياح وغيرها الكثير من الاجسام التي يهمنا معرفة تصرفها الايروديناميكي.حيث يضخ الهواء أو يسحب داخل أنبوب أو نفق بداخله الجسم المراد دراسته أو نموذج مصغر منه.

## مجالات الاستخدام

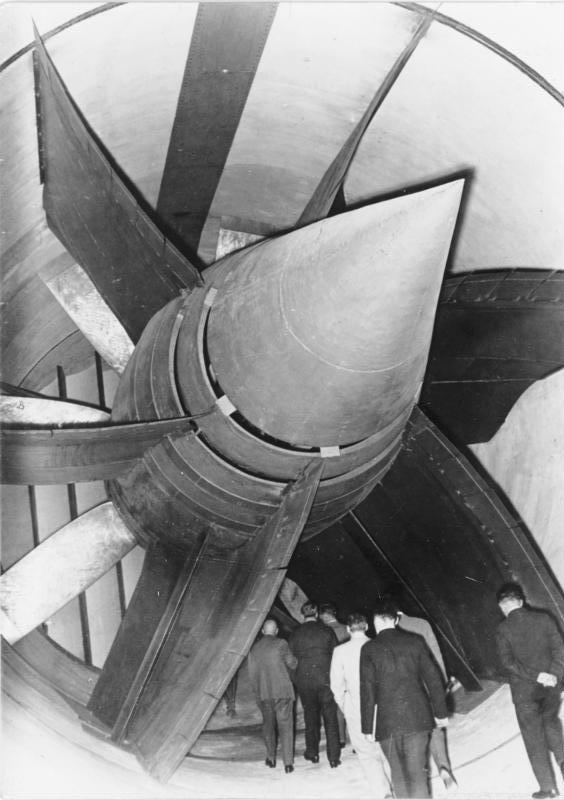
مختبر نفق رياح من ألمانيا, عام 1935.

يستخدم نفق الرياح لدراسة مقاومة الهواء لحركة الطائرات أو السيارات ويستخدم أحيانا في مجال الإنشاءات.
وكذلك يُستخدم لدراسة تأثيرات الريح، أو انسياب الهواء، على الطائرات، والمركبات والبِنيات الأخرى. وتُشَيَّد الأنفاق الهوائية بأشكال كثيرة، ولأغراض مختلفة؛ فبعضها كبير الحجم للغاية بحيث يختبر طائرة تجريبية بحجمها الطبيعي، إلا أن معظم الأنفاق الهوائية تختبر طرزًا مصغرة الأحجام.
يوجد في معظم الأنفاق الهوائية جزء طويل يسمى قسم الاختبار، يُنفخ عبرَه تيارٌ من الهواء على جسم ما بسرعة منتظمة. وفي الإمكان التحكم في ضغط الهواء ودرجة الحرارة أيضًا. ويُنفخ الهواء عمومًا بوساطة مراوح كهربائية، كما تقوم فوهة كبيرة أمام قسم الاختبار بتسريع الهواء إلى السرعة المطلوبة، وبعد مرور الريح عبر قسم الاختبار، تقوم قناة تُسمَّى الناشرة؛ بإبطاء انسياب الهواء. ويتم تثبيت المركبة أو البنية الخاضعة للاختبار، بدعامات تمتد من الأرض، أو من وراء الجسم، كما أن الدعامات مربوطة بأجهزة قياس، خارج قسم الاختبار، تسجل مدة شدة انسياب الهواء على المركبة أو البنية، وتستطيع تلك الأجهزة أيضًا، قياس الضغط السطحي في أماكن كثيرة من الجسم.
تُسَمَّى الأنفاق الهوائية ذات سرعة الهواء القريبة من سرعة الصوت، أي حوالى 1,225 كم/ساعة الأنفاق حول الصوتية أما في الأنفاق الهوائية دون صوتية، فإن الهواء ينتقل بسرعة أقل من سرعة الصوت، والأنفاق الهوائية التي ينتقل فيها الهواء بسرعة أكبر من سرعة الصوت، تسمى الأنفاق فوق الصوتية، بينما في الأنفاق فرط الصوتية، تفوق سرعة الهواء خمسة أضعاف سرعة الصوت.
بالإمكان ضخ الهواء أو الغازات الأخرى العالية الضغط عبر الأنفاق الهوائية لتماثل مختلف أحوال الطيران . ويمكن في بعض الأنفاق الهوائية تحقيق درجات حرارة عالية أو منخفضة جدًّا؛ مما يمكّن الخبراء من دراسة موضوعات مثل تثليج الطائرة، وأداء السيارة في المناخات القطبية أو المدارية.